# 2001 XJ255
2001 XJ255, também escrito como 2001 XJ255, é um objeto transnetuniano (TNO) que está localizado no cinturão de Kuiper, uma região do Sistema Solar. Ele é classificado como um cubewano. O mesmo possui uma magnitude absoluta de 8,3 e tem um diâmetro com cerca de 146 km.

## Descoberta
2001 XJ255 foi descoberto no dia 11 de dezembro de 2001 pelos astrônomos J. Kleyna, S. S. Sheppard, e D. C. Jewitt.

## Órbita
A órbita de 2001 XJ255 tem uma excentricidade de 0,075 e possui um semieixo maior de 44,430 UA. O seu periélio leva o mesmo a uma distância de 41,093 UA em relação ao Sol e seu afélio a 47,768 UA.